# Lăpușnicel
Lăpușnicel è un comune della Romania di 900 abitanti, ubicato nel distretto di Caraș-Severin, nella regione storica del Banato.
Il comune è formato dall'unione di 3 villaggi: Lăpușnicel, Pârvova, Șumița.